# Международный аэропорт Минангкабау
Международный аэропорт Минангкабау (индон. Bandar Udara Internasional Minangkabau), (ИАТА: PDG, ИКАО: WIEE) — международный аэропорт, обслуживающий город Паданг  и прилегающие районы провинции Западная Суматра на острове Суматра, Индонезия. Он расположен в Кетапинге, в округе Паданг-Париаман, примерно в 23 км к северо-западу от центра города Паданг. Аэропорт начал свою работу в июле 2005 года, заменив старый аэропорт Табинг. Аэропорт назван в честь народа минангкабау, населяющего этот регион.

## История

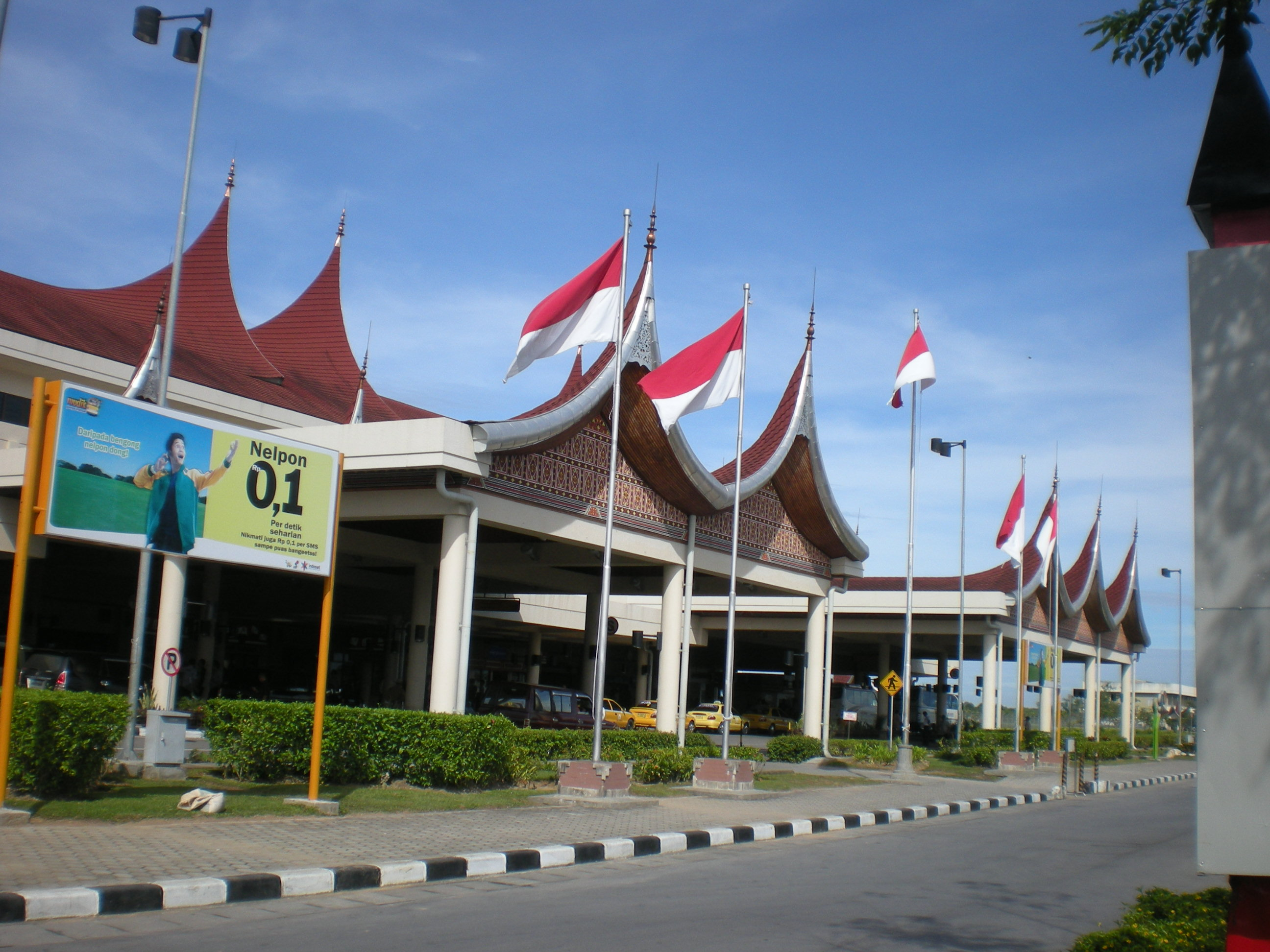
Терминал аэропорта Минангкабау.

Международный аэропорт Минангкабау расположен в 23 км от центра города Паданг, занимает площадь 427 гектаров и является главным аэропортом в Западной Суматре. Аэропорт был построен в 2001 году для замены аэропорта Табинг, проработавшему 34 года. Решение о строительстве нового аэропорта было принято потому, что старый аэропорт больше не мог отвечать требованиям безопасности полетов. Строительство нового аэропорта обошлось примерно в 9,4 миллиарда иен в виде льготного кредита от Japan Bank International Corporation и государственного бюджета в размере около 97,6 миллиарда рупий. Строительство велось генеральными подрядчиками «Shimizu and Marubeni of Japan JO» и индонезийской «Adhi Karya». Аэропорт может принимать широкофюзеляжные самолеты, такие как Airbus A330, Boeing 747-400 и Boeing 777. После завершения всех запланированных реконструкций в нем появятся лучшие условия для пассажиров и операторов.

## Расширение
Международный аэропорт Минангкабау — третий аэропорт в Индонезии после аэропорта Сукарно-Хатта в Джакарте и международного аэропорта Куаланаму в Медане, который был построен с нуля после обретения Индонезией независимости. В настоящее время аэропорт находится в стадии расширения. Первый этап работ уже завершен. На втором этапе терминал будет расширен до 49 124 квадратных метров, чтобы принимать 5,9 миллиона пассажиров в год. Количество стоек регистрации увеличится до 32 с пятью ленточными конвейерами для багажа. Взлетно-посадочная полоса будет расширена с 2750 х 45 до 3000 х 45 квадратных метров, чтобы обеспечить возможность эксплуатации более крупных самолетов. Количество рулежных дорожек также будет увеличено до восьми, чтобы ускорить движение самолетов в аэропорту, улучшить своевременные показатели авиакомпаний и обеспечить большее количество рейсов.

## Терминал и инфраструктура
Существует одно здание терминала как для международных, так и для внутренних рейсов. В аэропорту имеется 17 стоек регистрации, пять конвейеров для багажа и девять стоек продажи билетов. Архитектура терминала аэропорта с использованием багонджонга (шпилечной крыши), обычно встречающейся в традиционных домах народа Минангкабау Румах Гадангах.
Взлетно-посадочная полоса подходит для самолётов Boeing 747 и Airbus A340 . Здесь расположена автомобильная парковка и розничные магазины, торгующие различными товарами.
Аэропорт рассчитан на обслуживание всего 2,87 миллиона пассажиров в год, но в 2018 году он обслужил 4,13 миллиона пассажиров. Из-за переполненности руководство аэропорта обязалось расширить пропускную способность аэропорта с нынешних 3,84 миллиона пассажиров до 5,7 миллиона пассажиров, начиная с 2018 года. Руководство аэропорта также уделяет особое внимание обновлению существующих объектов аэропорта. Некоторые объекты, которые были отремонтированы, включают туалет и телескопические трапы. После завершения первого этапа строительства здание пассажирского терминала будет расширено до 36 789 квадратных метров и сможет принимать 3,7 миллиона пассажиров в год.

## Авиакомпании и направления

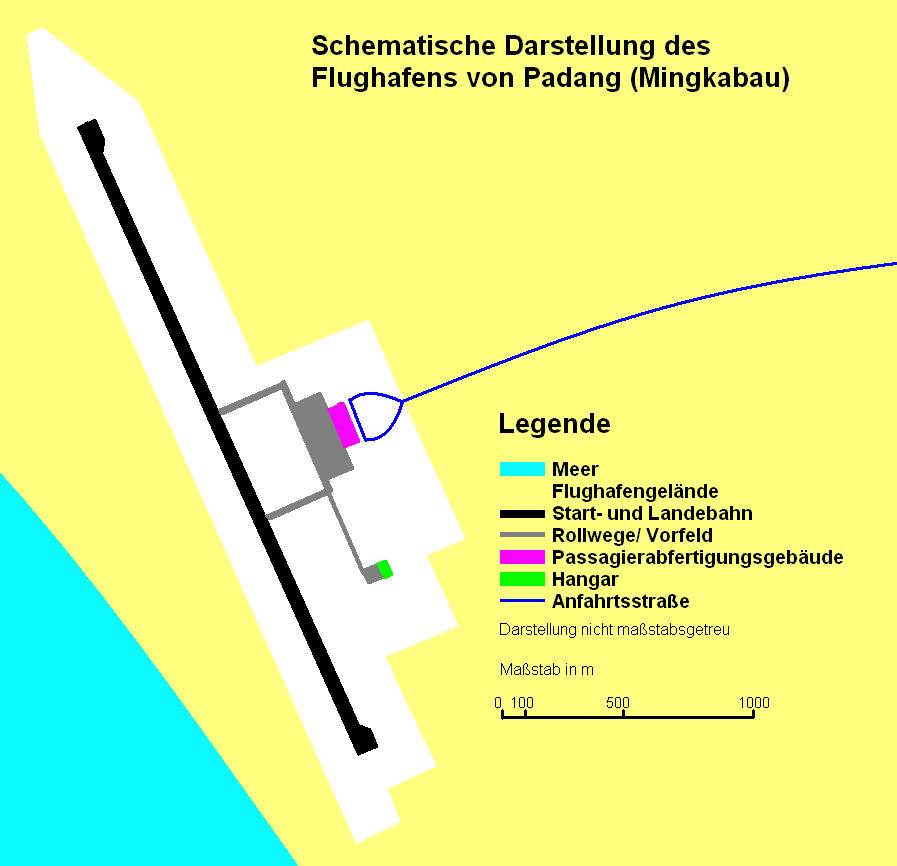
Карта аэропорта Паданг.

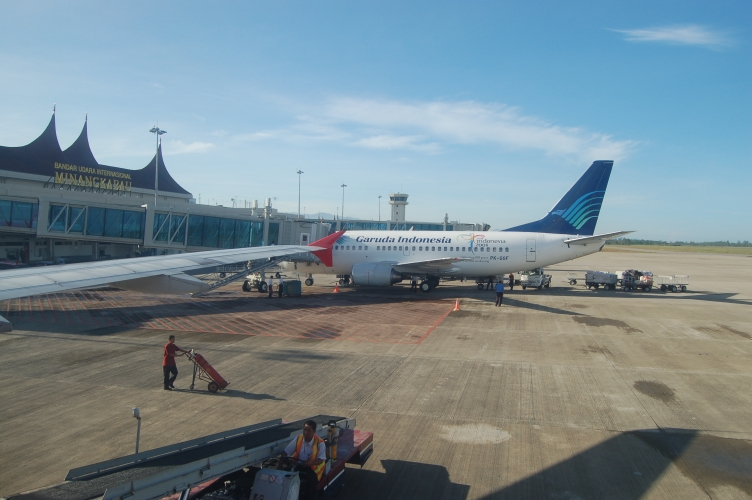
Boeing 737-300 Garuda Indonesia, припаркованный в аэропорту.

1. ↑  Lion Air выполняет рейсы из Паданга в Джидду и Медину с остановкой в Тривандраме. Однако, Lion Air не имеет права на перевозку пассажиров только между Падангом и Тривандрамом.
2. ↑  Lion Air выполняет рейсы из Паданга в Джидду и Медину с остановкой в Тривандраме. Однако, Lion Air не имеет права на перевозку пассажиров только между Падангом и Тривандрамом

## Статистика
Данные из запроса в Викиданные.
| Место | Пункт назначения                                  | Количество рейсов (в неделю) | Авиакомпании                                                                      |
| ----- | ------------------------------------------------- | ---------------------------- | --------------------------------------------------------------------------------- |
| 1     | Джакарта, Особый столичный регион (Все аэропорты) | 220                          | Batik Air, Citilink, Garuda Indonesia, Indonesia AirAsia, Lion Air, Sriwijaya Air |
| 2     | Батам, Кепулауан-Риау                             | 35                           | Citilink, Garuda Indonesia, Lion Air                                              |
| 3     | Медан, Северная Суматра                           | 14                           | Lion Air                                                                          |
| 4     | Палембанг, Южная Суматра                          | 14                           | Garuda Indonesia, Wings Air                                                       |
| 5     | Гунунгситоли, Северная Суматра                    | 9                            | Garuda Indonesia, Wings Air                                                       |
| 6     | Джокьякарта, Особый округ Джокьякарта             | 7                            | Lion Air                                                                          |
| 7     | Бандунг, Западная Ява                             | 7                            | XpressAir                                                                         |
| 8     | Сурабая, Восточная Ява                            | 7                            | Lion Air                                                                          |
| 9     | Пеканбару, Риау                                   | 7                            | Wings Air                                                                         |
| 10    | Бенкулу                                           | 7                            | Wings Air                                                                         |
| 11    | Джамби                                            | 7                            | Wings Air                                                                         |
| 12    | Бату, Северная Суматра                            | 2                            | Susi Air                                                                          |
| 13    | Сипора, Западная Суматра                          | 1                            | Susi Air                                                                          |
| 14    | Мукомуко, Бенкулу                                 | 1                            | Susi Air                                                                          |

| Место | Пункты назначения         | Количество рейсов (в неделю) | Авиакомпании               |
| ----- | ------------------------- | ---------------------------- | -------------------------- |
| 1     | Куала-Лумпур, Малайзия    | 21                           | AirAsia                    |
| 2     | Джидда, Саудовская Аравия | 2                            | Lion Air, Garuda Indonesia |
| 3     | Медина, Саудовская Аравия | 2                            | Lion Air                   |

## Наземный транспорт

### Такси
Пассажирам рекомендуется пользоваться такси со счетчиками, чтобы избежать мошенничества. Обычно они доступны с 07:00 до 22:30 на стоянке у аэропорта.

### Железнодорожный
21 мая 2018 года президент Индонезии Джоко Видодо открыл железную дорогу длиной 3,9 км, соединяющую близлежащую станцию Дуку с недавно построенной станцией в международном аэропорту Минангкабау. Это третий железнодорожный экспрес связанный с аэропортом в Индонезии после аэроэкспреса в аэропорт Куаланаму и в аэропорту Сукарно-Хатта.

## Авиакатастрофы и происшествия
- Аэропорт получил незначительные повреждения во время землетрясения в конце сентября 2009 года.
- 2 августа 2015 года Airbus A320-200 компании Citilink выкатился за пределы взлетно-посадочной полосы при приземлении в аэропорту Минангкабау. Пострадавших не было.